# تولید جمعی بر پایه اشتراک‌گذاری
تولید جمعی بر پایه اشتراک‌گذاری، اصطلاحی است که توسط استاد دانشکده حقوق هاروارد، یوچای بنکلر، ابداع شده‌است. این یک مدل از تولید اقتصادی - اجتماعی را توصیف می‌کند که در آن تعداد زیادی از مردم با یک دیگر همکاری می‌کنند و نتیجه کار را با همه، معمولاً روی اینترنت، به اشتراک می‌گذارند. پروژه‌های مبتنی بر اشتراک گذاری به‌طور کلی ساختار سلسله مراتبی کمتری نسبت به مدل‌های تجاری سنتی تر دارند. تولید جمعی بر پایه اشتراک‌گذاری، گونه‌ای از تولید جمعی است.
یکی از عمده‌ترین خصوصیات تولید همتا مبتنی بر عوام، دامنه غیرانتفاعی آن است. : 43  اغلب - اما نه همیشه - پروژه‌های مبتنی بر اشتراک گذاری بدون نیاز به تأمین هزینه تولیدکنندگان و مشارکت‌کنندگان طراحی می‌شوند. به عنوان مثال، به اشتراک‌گذاری فایل‌های طراحی STL (قالب فایل اشکال سه بعدی) برای اشیا به صورت آزاد در اینترنت، به هر کسی که دارای یک چاپگر ۳ بعدی است این امکان را می‌دهد به صورت دیجیتالی شی را تکثیر کند که این کار صرفه‌جویی در هزینه قابل توجهی را برای توصرف کننده (تولیدکننده و مصرف‌کننده هم‌زمان) داشته باشد.
اصطلاحات مترادف این فرایند شامل تولید مشترک توسط مصرف‌کننده و تولید رسانه مشترک است. : 63 

## بررسی اجمالی

تاریخچه جوامع تولید همتا مبتنی بر مشاغل (توسط پروژه P2Pvalue)

بنکلر تولید جمعی بر پایه اشتراک گذاری را چیزی متفاوت با دو روش تولید مرسوم در نظر می‌گیرد. این دو روش عبارت اند از تولید شرکتی، که در آن یک نهاد متمرکز تصمیم‌گیری را بر عهده دارد، و تولید بر پایه بازار که در آن در نتیجه رقابت افراد با انگیزه‌های متفاوت یک محصول به صورت بهینه تولید می‌شود.
بنکلر این اصطلاح را برای اولین بار در مقاله ۲۰۰۲ خود "Coase's Penguin, or Linux and the Nature of the Firm" ابداع می‌کند، که عنوان آن مقاله به پنگوئن لینوکس و رونالد کوز اشاره دارد. رونالد کوز اقتصاددانی است که نظریاتش ابزارهایی را برای تحلیل تولید جمعی در اختیار بنکلر قرار داده‌است. بنکلر در این مقاله از ابن ماگلن به عنوان مبتکر این مفهوم نام می‌برد.
بنکلر در کتاب ثروت شبکه‌ها (۲۰۰۶)، به‌طور قابل توجهی تعریف خود را از تولید جمعی مبتنی بر اشتراک‌گذاری گسترش داده‌است. به گفته بنکلر، آنچه که تولید مبتنی بر اشتراک‌گذاری را متمایز می‌کند این است که به دانش انحصاری متکی نیست و دانش را به صورت آزادانه در اختیار عموم قرار می‌دهد. او می‌نویسد: "ورودی و خروجی فرایند، به صورت آزادانه یا مشروط، به شکلی تقسیم می‌شود که هر کس آن طور که به صلاحدید شخصی خود انتخاب می‌کند، از آن استفاده می‌کند. " برای اطمینان از در دسترس بودن دانش تولیدشده برای استفاده رایگان، پروژه‌های مبتنی بر اشتراک‌گذاری معمولاً تحت مجوز باز به اشتراک گذاشته می‌شوند.
همه تولیدات مبتنی بر اشتراک‌گذاری لزوماً واجد شرایط عنوان تولید جمعی مبتنی بر اشتراک گذاری نیستند. به گفته بنکلر، بازبودن خروجی تنها شرط تولید جمعی نیست، بلکه غیر متمرکز بودن و کنترل شدن تصمیمات توسط مشارکت‌کنندگان نیز برای این که یک کار، تولید جمعی حساب شود لازم است.
شرکت‌های بر پایه تولید جمعی دو مزیت اصلی نسبت به رویکردهای سلسله مراتبی سنتی برای تولید دارند:
1. کسب اطلاعات: تولید همتا به افراد امکان می‌دهد وظایفی را متناسب با مهارت، تخصص و علایق شخصی خود تعیین کنند. همکاران می‌توانند محتوایی پویا تولید کنند که بازتاب‌دهندۀ مهارت‌های فردی و «تغییر خلاقیت انسان» باشد.
2. تنوع زیاد منابع انسانی و اطلاعاتی منجر به افزایش قابل توجه بازدهی مقیاس تعداد افراد و منابع و پروژه‌هایی می‌شود که ممکن است بدون نیاز به قرارداد یا عامل دیگر استفاده صحیح از منابع را برای یک پروژه انجام دهند.[۴]

در مقاله Wikinomics، دون تپسکات و آنتونی دی ویلیامز یک سازوکار تشویقی را در پشت تولید جمعی مبتنی بر اشتراک گذاری پیشنهاد می‌کنند. آنها می‌نویسند: "مردم در جوامع تولید جمعی مشارکت می‌کنند، به دلایل ذاتی و منافع شخصی … آنها نسبت به حوزه تخصصی خاص خود احساس شور می‌کنند و از خلق چیز جدید یا بهتر لذت می‌برند. "

## مفاهیم مرتبط
مفاهیم مرتبط با تولید جمعی مبتنی بر اشتراک‌گذاری، فرایندهای اداره جمعی و مالکیت نظیر به نظیر هستند. برای شروع، حاکمیت همتا یک روش جدید حکمرانی و یک روش تصمیم‌گیری مشارکتی از پایین به بالا است که در پروژه‌های همتا، مانند ویکی‌پدیا و FLOSS در حال آزمایش است؛ بنابراین حاکمیت همتا راهی است که تولید همتا، فرایندی که در آن ارزش مشترک تولید می‌شود، مدیریت می‌شود. منابع نظیر به نظیر ماهیت ابتکاری اشکال حقوقی مانند مجوز عمومی عمومی، Creative Commons و غیره را نشان می‌دهد. در حالی که اشکال سنتی املاک استثنایی هستند ("اگر مال من باشد، مال شما نیست")، در فرم‌های مالکیت نظیر به نظیر این مسئله برقرار نیست. بلکه در این فرم افراد می‌گویند که این چیز متعلق همه ما است، یعنی برای شما نیز ارائه شده‌است، به شرطی که به قوانین اساسی مندرج در پروانه، مانند بازبودن کد منبع، احترام بگذارید.
سهولت ورود و خروج به یک سازمان از ویژگی‌های ادهاکراسی است.
اصل تولید جمعی مبتنی بر مشاعات مشابه اختراع جمعی است، الگویی از نوآوری باز در اقتصاد که توسط رابرت آلن ساخته شده‌است.
همچنین مفهوم اقتصاد منبع باز و مقاله استفاده تجاری از کارهای کپی لفت نیز به مفهوم تولید جمعی مبتنی بر اشتراک‌گذاری بسیار نزدیک هستند